# 安皋镇
安皋镇，是中华人民共和国河南省南阳市卧龙区下辖的一个乡镇级行政单位。

## 行政区划
安皋镇下辖以下地区：
安皋村、丁沟村、彭庄村、徐坪村、牛王庙村、余庄村、秦岗村、小屯村、杨庄村、姜园村、兰营村、连庄村、和庄村、果园村和太清观村。